# Zapadnyj (Adygejsko)
Zapadnyj (adygejsky: Къохьапӏэ) je sídlo v rámci městského okruhu Majkop v Adygejské republice Ruské federace.
Nachází se v centrální části městského okruhu Majkop.

## Historie
Ve 30. letech se na území dnešního sídla nacházelo ubytování pro dělníky místní drůbežárny.
Dne 23. prosince 1958 byla obec zaregistrována a získala současný název.
Dne 18. srpna 1992 byla obec včleněna pod správu města Majkop.
Od roku 2000 je součástí okruhu Majkop a roku 2005 jí byl udělen statut obce.